# Arnstadt
Arnstadt er en by i Thüringen, Tyskland ved floden Gera med ca. 25.000 indbyggere. Det er en af Thüringens ældste byer, der i øvrigt er kendt for, at Johann Sebastian Bach indledte sin musikalske karriere, idet hans familie i flere generationer boede i nærheden af byen. I nutiden er byen kendt for et årligt indendørs-højdespringsstævne, og den nuværende verdensrekord for kvinder blev sat af Kajsa Bergqvist med 2,08 m i 2006.